# 경세인
경세인(慶世仁, 1491년~?)은 조선의 성리학자이다.

## 생애
어려서부터 조광조(趙光祖) 등과 가깝게 지내며 성리학에 대해서 연구했다.
1519년, 현량과(賢良科)에 병과로 급제하고 홍문관 정자·저작·박사가 되었으나, 기묘사화 이후에는 세상 사람들과 만나지 않고 책을 읊으며 지냈다.